# Сан Панкрацио
Сан Панкрацио (итал. San Pancrazio
 ) је насеље у Италији у округу Болцано, региону Трентино-Јужни Тирол.
Према процени из 2011. у насељу је живело 323 становника. Насеље се налази на надморској висини од 748 м.

## Становништво
Према резултатима пописа становништва 2011. у општини је живело 1.584 становника.
| 1931. | 1936. | 1951. | 1961. | 1971. | 1981. | 1991. | 2001. | 2011. |
| ----- | ----- | ----- | ----- | ----- | ----- | ----- | ----- | ----- |
| 1.646 | 1.707 | 1.694 | 1.871 | 1.865 | 1.786 | 1.620 | 1.608 | 1.584 |